# Комине
Комине је насеље у општини Пљевља у Црној Гори. Према попису из 2003. било је 579 становника (према попису из 1991. било је 603 становника).

## Демографија
У насељу Комине живи 437 пунолетних становника, а просечна старост становништва износи 34,0 година (33,0 код мушкараца и 35,0 код жена). У насељу има 153 домаћинства, а просечан број чланова по домаћинству је 3,78.
Ово насеље је углавном насељено Србима (према попису из 2003. године).
|  |

| Демографија | Демографија | Демографија |
| Година      | Становника  | Становника  |
| ----------- | ----------- | ----------- |
|             |             |             |
|             |             |             |
|             |             |             |
|             |             |             |
| 1948.       | 79          |             |
| 1953.       | 91          |             |
| 1961.       | 112         |             |
| 1971.       | 174         |             |
| 1981.       | 355         |             |
| 1991.       | 603         | 603         |
| 2003.       | 583         | 579         |
|             |             |             |

| Етнички састав према попису из 2003.‍ | Етнички састав према попису из 2003.‍ | Етнички састав према попису из 2003.‍ | Етнички састав према попису из 2003.‍ | Етнички састав према попису из 2003.‍ |
| ------------------------------------ | ------------------------------------ | ------------------------------------ | ------------------------------------ | ------------------------------------ |
|                                      |                                      |                                      |                                      |                                      |
| Срби                                 | Срби                                 |                                      | 427                                  | 73,74%                               |
| Црногорци                            | Црногорци                            |                                      | 135                                  | 23,31%                               |
| непознато                            | непознато                            |                                      | 4                                    | 0,69%                                |

| Година пописа     | 1948. | 1953. | 1961. | 1971. | 1981. | 1991. | 2003. |
| ----------------- | ----- | ----- | ----- | ----- | ----- | ----- | ----- |
| Број домаћинстава | 14    | 14    | 23    | 36    | 75    | 143   | 153   |

| Број чланова      | 1   | 2  | 3  | 4  | 5  | 6  | 7  | 8 | 9 | 10 и више | Просек |
| ----------------- | --- | -- | -- | -- | -- | -- | -- | - | - | --------- | ------ |
| Број домаћинстава | 153 | 15 | 20 | 28 | 44 | 23 | 14 | 7 | 2 | 0         | 0      |

| Пол    | Укупно | Неожењен/Неудата | Ожењен/Удата | Удовац/Удовица | Разведен/Разведена | Непознато |
| ------ | ------ | ---------------- | ------------ | -------------- | ------------------ | --------- |
| Мушки  | 238    | 93               | 134          | 6              | 4                  | 1         |
| Женски | 232    | 60               | 136          | 33             | 3                  | 0         |
| УКУПНО | 470    | 153              | 270          | 39             | 7                  | 1         |

| Пол    | Укупно                    | Пољопривреда, лов и шумарство | Рибарство                            | Вађење руде и камена | Прерађивачка индустрија       |
| ------ | ------------------------- | ----------------------------- | ------------------------------------ | -------------------- | ----------------------------- |
| Мушки  | 124                       | 8                             | 0                                    | 24                   | 24                            |
| Женски | 38                        | 6                             | 0                                    | 2                    | 3                             |
| УКУПНО | 162                       | 14                            | 0                                    | 26                   | 27                            |
| Пол    | Производња и снабдевање   | Грађевинарство                | Трговина                             | Хотели и ресторани   | Саобраћај, складиштење и везе |
| Мушки  | 7                         | 13                            | 3                                    | 4                    | 7                             |
| Женски | 1                         | 2                             | 8                                    | 3                    | 0                             |
| УКУПНО | 8                         | 15                            | 11                                   | 7                    | 7                             |
| Пол    | Финансијско посредовање   | Некретнине                    | Државна управа и одбрана             | Образовање           | Здравствени и социјални рад   |
| Мушки  | 0                         | 0                             | 25                                   | 2                    | 0                             |
| Женски | 0                         | 0                             | 1                                    | 2                    | 9                             |
| УКУПНО | 0                         | 0                             | 26                                   | 4                    | 9                             |
| Пол    | Остале услужне активности | Приватна домаћинства          | Екстериторијалне организације и тела | Непознато            | Непознато                     |
| Мушки  | 7                         | 0                             | 0                                    | 0                    | 0                             |
| Женски | 1                         | 0                             | 0                                    | 0                    | 0                             |
| УКУПНО | 8                         | 0                             | 0                                    | 0                    | 0                             |